# 1985년 전국장애인체육대회
제5회 전국장애인체육대회는 1985년 10월 19일부터 10월 20일까지 2일 간 서울특별시와 경기도 성남시에서 개최되었다. 당시에는 '전국 장애자 체육대회' 또는 '전국 장애자 체전'이라는 명칭을 사용하였다. 이 대회에는 13개 시도 1,600여 명의 선수단이 참가하였다. 성남공설운동장에는 선수 가족 등 17,000명의 관중들이 모여들었다. 이 대회는 5번째 대회이지만, 시도대항전 형태로는 처음이다. 이는 1988 서울장애인올림픽을 대비하는 차원에서 대규모 행사로 진행한 것이다.
개회식에서는 성남시청에 마련된 채화대에서 성화를 채화하여, 20명의 각 장애별 대표 선수들이 대회장으로 봉송하여 성화를 점화하였다. 이 성화는 강화도 마니산 참성단에서 채화하여 춘천에서 열린 전국체전 성화대로 봉송하던 성화를 도중에 다시 채화하여 성남시로 옮겨놓았던 것이다.
대회 조직위원회는 만약의 사고에 대비하여 선수단 전원에 대하여 1인당 500만원 한도의 상해보험에 가입하였으며, 올림픽 기록을 경신하는 선수에게는 50만원의 상금을 지급하기로 하였다. 이 대회에서는 각 경기종목을 7개 장애별로 나누고, 남녀별, 장애 정도별로 분류하여 190개 세부종목의 경기가 치러졌다. 장애 정도를 분류하기 위하여 모든 참가 선수들은 정형외과 의사들로 구성된 의무위원회의 '의료분류'를 받았다. 민정당 정치연수원이 선수들의 임시 숙소로 사용되었으며, 이 곳은 임시 경사로를 설치하고, 장애인 화장실과 세면장 등도 가설하였다.
이 대회에서는 서울이 금 44, 은 53, 동 67개 등 총 174개의 메달을 획득하여 종합 우승을 차지하였다.^  입상 선수들은 1988년 서울 장애인올림픽 대표선발전에 참가할 자격을 획득하였다.

## 장소
- 성남공설운동장 (육상, 역도)
- 정립회관 (수영, 사격, 유도)
- 보훈병원 (서울특별시 강동구 둔촌동) (탁구, 농구)
- 민정당 정치연수원 (서울특별시 강동구 가락동, 현 송파구 가락동)) (양궁)

## 종목
- 육상
- 탁구
- 역도
- 양궁
- 사격
- 유도
- 수영
- 레슬링

- 휠체어농구 (시범종목)

## 참고
1.^  금, 은, 동 메달 개수를 합하면 164개이다. 기사 작성자의 오류로 보인다.